# اووه بنتر
اووه بنتر (انگلیسی: Uwe Benter؛ زادهٔ ۱ دسامبر ۱۹۵۵) قایقران روئینگ اهل آلمان غربی بود.